# André Forman
André Forman, né vers 1465 et mort le 11 mars 1521, est un prélat franco-écossais du XVIe siècle.

## Biographie
André Forman est évêque de Moray en Écosse depuis le 26 novembre 1501 et conseiller du roi Jacques IV d'Écosse. Il devient archevêque de Bourges en 1513, puis devient l'année suivante le 13 novembre 1514 le premier archevêque de Saint-Andrews en Écosse.